# Minnie Driver
Minnie Driver, rozená Amelia Fiona J. Driver (* 31. ledna 1970 Londýn, Spojené království) je britská herečka, textařka a zpěvačka. Byla nominována na Oscara za vedlejší ženskou roli ve filmu Dobrý Will Hunting a na cenu Emmy a Zlatý glóbus za roli v televizním seriálu The Riches.
Ve filmové branži se pohybuje nepřetržitě od roku 1990, přitom kombinuje herectví a zpěv. Propůjčila také svůj hlas postavě Anne v počítačové hře Trespasser. Hrála v mnoha filmech a dosud účinkuje v několika amerických televizních seriálech.

## Osobní život
5. září 2008 se jí narodil syn, kterému dala jméno Henry Story Driver. Veřejnosti neprozradila jméno otce dítěte. V únoru 2012 řekla, že otec jejího syna byl scenárista z televizního seriálu Invaze buranů.
Byla zasnoubená s Joshem Brolinem, ale nakonec se v přátelství rozešli.

## Filmografie
| Rok  | Název                     | Role                     | Poznámky |
| ---- | ------------------------- | ------------------------ | --- |
| 1990 | God on the Rocks          | Lydia                    | TV film |
| 1992 | The Zebra Man             | Emily Ashdown            | Krátký film |
| 1995 | Šance pro lásku           | Bernadette 'Benny' Hogan | |
| 1995 | Zlaté oko                 | Irina                    | |
| 1995 | Cruel Train               | Flora Mussell            | TV film |
| 1995 | The Politician's Wife     | Jennifer Caird           | TV film |
| 1996 | Žranice                   | Phyllis                  | |
| 1996 | Spáči                     | Carol Martinez           | |
| 1997 | Jasný terč                | Debi Newberry            | |
| 1997 | Dobrý Will Hunting        | Skylar                   | Nominována — Oscar za nejlepší ženský herecký výkon ve vedlejší roli Nominována — Screen Actors Guild Award v kategorii nejlepší herečka ve vedlejší roli Nominována — Satellite Award v kategorii nejlepší herečka ve vedlejší roli London Film Critics Circle Award v kategorii nejlepší herečka ve vedlejší roli |
| 1998 | Povodeň                   | Karen                    | |
| 1998 | Guvernantka               | Rosina da Silva          | |
| 1998 | At Sachem Farm            | Kendal                   | |
| 1999 | Ideální manžel            | Miss Mabel Chiltern      | |
| 1999 | Tarzan                    | Jane Porter              | Nominována — Annie Award v kategorii nejlepší dabing |
| 1999 | South Park: Peklo na Zemi | Brooke Shields           | |
| 1999 | Princezna Mononoke        | Lady Eboshi              | Hlas: anglická verze |
| 2000 | Vrať se mi                | Grace Briggs             | |
| 2000 | Krasavice                 | Mona Hiburd              | |
| 2000 | Slow Burn                 | Trina McTeague           | |
| 2000 | The Upgrade               | Constance Levine         | Krátký film |
| 2001 | D.C. Smalls               | Servírka                 | Krátký film |
| 2001 | Zloději a vyděrači        | Shannon                  | |
| 2003 | Případ Mahowny            | Belinda                  | |
| 2003 | Ach ty ženy!              | Vera Edwards             | |
| 2004 | Zakletá Ella              | Mandy                    | |
| 2004 | Fantom opery              | Carlotta                 | Nominována — London Film Critics Circle Award v kategorii nejlepší herečka ve vedlejší roli Nominována — Satellite Award v kategorii nejlepší herečka ve vedlejší roli |
| 2004 | Portrait                  | Donna                    | Krátký film |
| 2006 | Panna z Juarezu           | Karina Danes             | |
| 2007 | Dominový efekt            | Kitty                    | |
| 2007 | Zkřížené cesty            | Ana                      | |
| 2007 | Simpsonovi ve filmu       | A counselor              | Ve vystřižených scénách |
| 2009 | Mateřské galeje           | Sheila                   | |
| 2010 | Conviction                | Abra                     | |
| 2010 | Barneyho ženy             | Mrs. P                   | Genie Award v kategorii nejlepší herečka ve vedlejší roli Nominována — London Film Critics Circle Awards v kategorii nejlepší herečka ve vedlejší roli |
| 2011 | Goats                     | Johanna                  | |
| 2011 | Hunky Dory                | Vivienne                 | |

### Televizní seriály
| Rok       | Název                                      | Role             | Poznámky |
| --------- | ------------------------------------------ | ---------------- | --- |
| 1991      | Salón Eliott                               | Mary             | |
| 1991      | Casualty                                   | Zena Mitchell    | |
| 1992      | Lovejoy                                    | Sarah            | |
| 1993      | Mr. Wroe's Virgins                         | Leah             | |
| 1993      | Maigret                                    | Arlette          | |
| 1993      | Screen One                                 | Sally            | |
| 1994      | That Sunday                                | Rachel           | Krátký film |
| 1994      | Peak Practice                              | Sue Keel         | |
| 1994      | The Day Today                              | Lally Sampson    | |
| 1994      | Knowing Me Knowing You with Alan Partridge | Daniella Forrest | |
| 1995      | My Good Friend                             | Ellie            | |
| 1996      | Murder Most Horrid                         | Sgt. Cole        | |
| 2000      | Akta X                                     | Cinema Audience  | |
| 2001      | The Kumars at No. 42                       | Sama sebe        | |
| 2003      | Naprosto dokonalé                          | Sama sebe        | |
| 2003–2004 | Will & Grace                               | Lorraine Finster | |
| 2007      | Revisioned: Tomb Raider                    | Lara Croft       | |
| 2007–2008 | Invaze buranů                              | Dahlia Malloy    | Nominována — Zlatý glóbus za nejlepší ženský herecký výkon (drama) Nominována — Cena Emmy v kategorii nejlepší herečka v dramatickém seriálu Nominována — Satellite Award v kategorii nejlepší televizní herečka v dramatu |
| 2010      | Taková moderní rodinka                     | Valerie          | 1. série, 14. epizoda – Moon Landing |
| 2010      | The Deep                                   | Frances Kelly    | |

## Diskografie

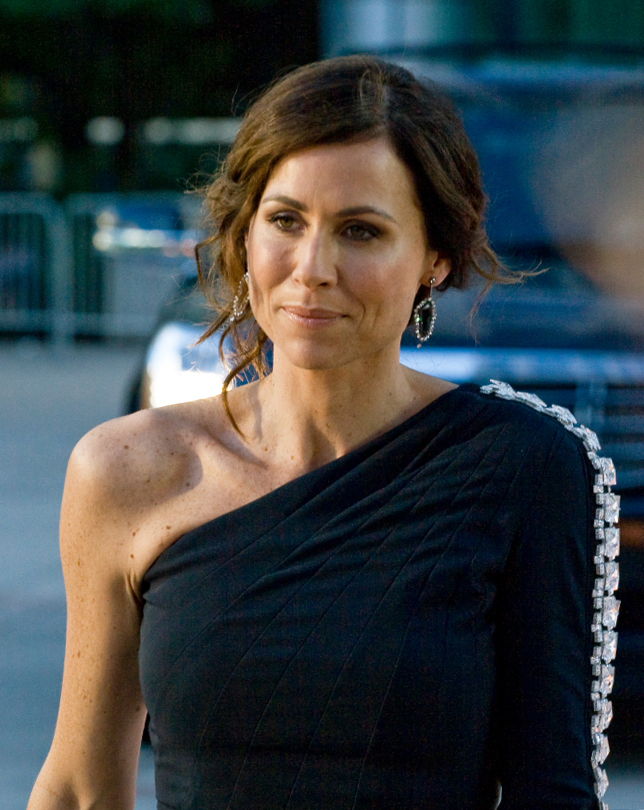
Minnie Driver v roce 2010

### Alba
| Rok  | Název alba                       | Pořadí | Vydavatelství |
| ---- | -------------------------------- | ------ | ------------- |
| 2004 | Everything I've Got in My Pocket | 43     | Zoë           |
| 2007 | Seastories                       | 25     | Zoë           |

### Singly
| Rok  | Název singlu                       | Album                            |
| ---- | ---------------------------------- | -------------------------------- |
| 2004 | „Invisible Girl“                   | Everything I've Got in My Pocket |
| 2005 | „Everything I've Got in My Pocket“ | Everything I've Got in My Pocket |